# Sherpur (Distrikt)
Der Distrikt Sherpur (bengalisch শেরপুর জেলা, Sherpur Jelā oder Sherpur Zila, Englisch: Sherpur District) ist ein Verwaltungsdistrikt in Bangladesch in der 2015 neugebildeten Division Maimansingh. Zuvor war der Distrikt Teil der Division Dhaka. Distrikthauptstadt ist die Stadt Sherpur.

## Geografie
Der 1364,67 km² große Distrikt grenzt im Norden an Indien, im Osten an den Distrikt Maimansingh und im Süden und Westen an den Distrikt Jamalpur.
Die wichtigsten Fließgewässer in Sherpur sind der Alte Brahmaputra, Bogai Chellashali, Maharashi, Malijee und Mrigi, die alle zum Meghna-Flusssystem gehören.

### Klima
Das Klima ist tropisch und das ganze Jahr über warm. Die jährliche Durchschnittstemperatur variiert von maximal 33,3 Grad Celsius bis minimal 12 Grad. Die jährliche Niederschlagsmenge beträgt 2174 mm (2011) und die Luftfeuchtigkeit ist ganzjährig hoch. In den Monaten von November bis März fällt wenig Regen. Juni, Juli und August sind die Monate mit dem meisten Regen.

## Geschichte
Im Mittelalter war es Teil verschiedener kleiner Königreiche, die teils buddhistisch, teils hinduistisch geprägt waren. Zuerst war es Teil des Königreichs Kamarupa, dann ab 750 des Königreichs Pala und ab 1120 Teil des Sena-Reichs. Vom 12. Jahrhundert an versuchten muslimische Armeen die Gegend zu erobern, was zwischen 1204 und 1303 gelang. Es gehörte zuerst zum Sultanat von Delhi, später zum Sultanat von Bengalen und danach zum Mogulreich. Ab 1765 gehörte es zu Britisch-Indien als Teil der Dhaka-Division zum Distrikt Mymensingh (heute Division Maimansingh). Der Subdistrikt entstand im 19. Jahrhundert. Von 1947 bis 1971 war der Distrikt Teil von Ost-Pakistan in der Republik Pakistan. Am 22. Januar 1984 wurde der bisherige Unterdistrikt Sherpur ein eigenständiger Distrikt.

## Bevölkerung

### Bevölkerungsentwicklung
Wie überall in Bangladesch wächst die Einwohnerzahl im Distrikt seit Jahrzehnten stark an. Dies verdeutlicht die folgende Tabelle:

### Altersstruktur
Wie überall in Bangladesch ist die Bevölkerung im Durchschnitt sehr jung. Das Durchschnittsalter lag bei der letzten Volkszählung 2011 bei 21,99 Jahren bei steigender Tendenz.
Bei der Volkszählung im Jahr 2011 ergab sich folgende Altersstruktur:
| Alter                                        | 0–9 Jahre | 10–19 Jahre | 20–29 Jahre | 30–39 Jahre | 40–49 Jahre | 50–59 Jahre | 60–69 Jahre | 70–79 Jahre | 80 Jahre und mehr |
| Anzahl                                       | 347.504   | 257.403     | 225.698     | 184.823     | 139.446     | 90.791      | 61.605      | 33.287      | 17.768            |
| Anteil                                       | 25,58 %   | 18,95 %     | 16,62 %     | 13,61 %     | 10,27 %     | 6,68 %      | 4,54 %      | 2,45 %      | 1,31 %            |
| Quelle: Zila Sherpur, Tabelle P14, Seite 252 |           |             |             |             |             |             |             |             |                   |

### Bedeutende Orte
Einwohnerstärkste Ortschaft innerhalb des Distrikts ist der Distriktshauptort Sherpur. Weitere Städte (Town) sind Nakla, Nalitabari und Sribardi. Die städtische Bevölkerung macht nur 13,85 Prozent der gesamten Bevölkerung aus. Die fünf Hauptorte der Upazilas haben folgende Einwohnerzahlen:

## Volksgruppen
Die Bevölkerung ist ethnisch sehr einheitlich. Nur 16.231 Personen gehören nicht dem Volk der Bengalen an. Darunter sind 8456 Garo, 2898 Barman und 1839 Koch. Im Upazila Nakla gibt es fast nur Bengalen. In den anderen vier Upazilas gibt es verstreut lebende Angehörige von Minderheiten.

### Religion
Bis ins frühe Mittelalter war die Bevölkerung mehrheitlich buddhistisch. Doch bereits vor tausend Jahren gab es auch zahlreiche Hindus. Mit der muslimischen Eroberung der Region im Jahr 1303 verschwand der Buddhismus fast ganz und viele kastenlose Hindus traten ebenfalls im Verlauf der nächsten Jahrhunderte zum Islam über.
Bei der Volkszählung 1911 waren von 304.211 Einwohnern der Thanas Nalitabari und Sherpur (heutiger Distrikt) 224.503 (73,80 %) Muslime, 74.362 (24,44 %) Hindus, 5021 (1,65 %) Animisten und nur 253 (0,08 %) Christen. Im Thana Nalitabari waren 34 % der Einwohner Hindus.
Bei der letzten Volkszählung in Britisch-Indien im Jahr 1941 bestanden vier der fünf heutigen Upazilas als Thanas (Nakla, Nalitabari, Sherpur Sadar und Sribardi). Drei hatten klar muslimische Mehrheiten mit hinduistischen Minderheiten zwischen 12,13 bis 15,62 Prozent. In Nalitabari waren es 31,87 Prozent.
Aufgrund der hohen Geburtenrate und der Abwanderung von Hindus wächst der Anteil der Muslime ständig. In allen Upazilas gibt es 2011 nur noch kleine hinduistische Minderheiten zwischen 1 und 4 Prozent. Die hinduistische Minderheit im einst stark hinduistisch geprägten Upazila Nalitabari liegt noch bei 3,78 Prozent.
| 1981                                                          | 91   | 0,00 % | 9075   | 0,99 % | 31.257 | 3,40 % | 878.611   | 95,41 % | 1855 | 0,20 % | 920.889   | 100,00 % |
| 1991                                                          | 1180 | 0,10 % | 10.483 | 0,92 % | 34.529 | 3,03 % | 1.087.494 | 95,51 % | 4943 | 0,44 % | 1.138.629 | 100,00 % |
| 2001                                                          | 39   | 0,00 % | 9314   | 0,73 % | 34.112 | 2,67 % | 1.234.834 | 96,50 % | 1243 | 0,10 % | 1.279.542 | 100,00 % |
| 2011                                                          | 34   | 0,00 % | 8686   | 0,64 % | 34.944 | 2,57 % | 1.313.519 | 96,70 % | 1142 | 0,09 % | 1.358.325 | 100,00 % |
| Quelle: Ergebnisse der Volkszählung 1981, 1991, 2001 und 2011 |      |        |        |        |        |        |           |         |      |        |           |          |

## Verwaltung
Eine Verwaltungseinheit Sherpur (Sherpur Thana) wurde bereits 1807 in der britischen Kolonialzeit geschaffen. Später teilte sich der Thana in die Thanas Nalitabari (1888 entstanden) und Sherpur und danach noch in der Kolonialzeit in die vier Thanas Nakla (Abspaltung im Jahr 1922 von Nalitabari), Nalitabari, Sherpur Sadar und Sribardi (Abspaltung im Jahr 1918 von Sherpur). Im Jahr 1983 entstand als fünfter und letzter Upazila Jhenaigati. Aus diesen wurde am 22. Februar 1984 der heutige Distrikt.  Verwaltungstechnisch ist der Distrikt unterteilt in fünf Upazilas:Jhenaigati, Nakla, Nalitabari, Sherpur Sadar und Sribardi (auch Sreebardi genannt). Innerhalb dieser Verwaltungsunterteilung gibt es vier selbstverwaltende Städte (municipalities), 52 Union Parishads (Dorfräte) und 695 Dörfer.

## Wirtschaft
Insgesamt gibt es (2011) 1.010.821 Personen, die älter als 10 Jahre alt sind. Von diesen sind 256.828 Personen in der Schule oder nicht erwerbstätig, 10.870 Menschen auf Arbeitssuche und 367.723 Menschen arbeiten in einem Haushalt. 375.400 Personen sind in einer bezahlten Erwerbstätigkeit. Davon arbeiten 261.055 (=69,5 Prozent) Personen in Landwirtschaft und Fischerei, 26.347 in der Industrie und 87.998 Menschen im Bereich Dienstleistungen.